# Бред воздействия
Бред воздействия — параноидный бред, характеризующийся утверждениями больного, что его действия осуществляются по чужой воле, а тело является объектом физического или психического воздействия. Один из основных симптомов синдрома Кандинского — Клерамбо.

## Описание
Главной особенностью всех переживаний является то, что все они носят характер насилия, тягостного или даже мучительного для больного. В большинстве случаев содержание бреда воздействия не соответствует настроению и не связано с доминирующим эмоциональным состоянием человека. Наблюдается обострение состояния в ночное время. Клинически различают бред психического и физического воздействия. Физические ощущения, сопутствующие бреду воздействия, могут иметь характер сенестопатий и тактильных галлюцинаций, однако больной человек может придумывать подобные симптомы без физиологических оснований.

## Симптомы
1. Убеждение человека в том, что его мысли и действия не принадлежат ему, они внушены другими людьми или существами.[2]
2. Убеждение человека в том, что тело и его процессы, происходящие в нем, являются объектом физического или психического воздействия других.[2]
3. Чувство внутренней раскрытости — человек убеждён в том, что его мысли могут «перехватываться» другими людьми.
4. Переживание изменения собственной личности.
5. Психический автоматизм — пассивность, безучастность к происходящим в себе психическим процессам.[1]
6. Магическое мышление.

## Патогенез
На данный момент существует несколько теорий возникновения бреда воздействия.
1. Теория И. П. Павлова  —  Процессу мышления сопутствуют легкие интероцептивные раздражения, которые идут в кору головного мозга из речевых органов. Они являются источником смутных ощущений и едва заметных движений.  Оставаясь почти незаметными для здорового человека, у больного человека при психозах в связи с торможением коры головного мозга эти ощущения могут искажаться и приобретать более отчётливый характер, что и может придавать субъективным процессам характер чуждости. Полное исчезновение указанных смутных ощущений также может обусловить переживание потери контроля психических процессов — чувство автоматизма. Необходимым условием для возникновения собственно бреда воздействия является диффузное и глубокое торможение коры с фазовыми состояниями.
2. Теория свободы воли[3] (eng. — agency theory ) — мозг отвечает за контроль трёх аспектов действий: а) реакция на текущую внешнюю стимуляцию ; б) волевое намерение ; в) анализ фактически выполненного действия. При бреде воздействия происходит нарушение когнитивных систем, отвечающих за контроль волевых намерений, вследствие чего появляются действия произвольные, которые больной человек не определяет как свои собственные.[4]
3. Бред воздействия как психологическая защита. Больной человек осознает свои действия слишком отталкивающими, поэтому он их экстернализирует  и отдаляется от чувства собственной причастности.[4]

## Лечение
Бред воздействия является симптомом других психических расстройств, поэтому успех лечения бреда зависит от успеха лечения другой болезни. В случае бреда физического воздействия назначается фармакологическое лечение, в случае бреда психического воздействия — фармакологическое лечение и психотерапия.

## Болезни, для которых характерен бред воздействия
1. Бредовое расстройство F22.0[5]
2. Хроническое бредовое расстройство F22.9[5]
3. Другие хронические бредовые расстройства F22.8[5]
4. Шизофрения F20[5]
5. Шизотипическое расстройство F21[5]
6. Острые и переходящие психотические расстройства F23[5]
7. Шизоаффективные расстройства F25[5]
8. Другие неорганические психотические расстройства F28[5]